# Convención sobre el derecho de los usos de los cursos de agua internacionales para fines distintos de la navegación
La Convención de las Naciones Unidas sobre el Derecho de los usos de los cursos de agua internacionales para fines distintos de la navegación (en inglés  Convention on the Law of the Non-Navigational Uses of International Watercourses) es un tratado internacional relativo a los usos de los cursos de agua internacionales y de sus aguas para fines distintos de la navegación y a las medidas de protección, preservación y ordenación relacionadas con los usos de esos cursos de agua y de sus aguas; la navegación no está comprendida en el ámbito de aplicación de la Convención salvo en la medida en que otros usos la afecten o resulten afectados por la navegación.
Es una convención marco sobre el derecho de los usos de los cursos de agua internacionales distintos a la navegación –es decir, que contiene una serie de principios y normas que pueden ser adaptados a las características que presenta un determinado curso de agua internacional–, que fue aprobada el 21 de mayo de 1997 por la Asamblea General de las Naciones Unidas, como anexo a la resolución A/RES/51/229, y entró en vigor el 17 de agosto de 2014, tras haber transcurrido noventa días desde el depósito del trigésimo quinto instrumento de ratificación. A abril de 2016, son partes en esta convención 36 Estados.

## Contenido
La convención contiene 37 artículos, distribuidos en 7 partes: I. Introducción; II. Principios generales; III. Medidas preventivas; IV. Protección, preservación y gestión; V. Condiciones perjudiciales y situaciones de emergencia; VI. Disposiciones diversas; VII. Cláusulas finales. Un anexo a la convención presenta las reglas de procedimiento en caso de que dos o más Estados hubieren convenido someterse al arbitraje, a que se refiere el artículo 33 de la convención, para resolver una controversia sobre la interpretación a aplicación de la misma.
El artículo 5 establece el principio considerado básico de la convención: la utilización y participación en el uso, aprovechamiento y protección de un curso de agua internacional «de manera equitativa y razonable».